# Bolxaia Arat
Bolxaia Arat (en rus: Большая Арать) és un poble de l'óblast de Nijni Nóvgorod, a Rússia, segons el cens del 2010 tenia 539 habitants, és la seu administrativa del districte homònim.